# Austrodecus calvum
Austrodecus calvum är en havsspindelart som beskrevs av Stock, J.H. 1991. Austrodecus calvum ingår i släktet Austrodecus och familjen Austrodecidae. Inga underarter finns listade.